# イーロン・マスク 未来を創る男
『イーロン・マスク 未来を創る男』（Elon Musk: Tesla, SpaceX, and the Quest for a Fantastic Future）は、アシュリー・バンスによる2015年発売のイーロン・マスクの伝記である。イーロン・マスクの幼少期からZip2、PayPal、スペースX、テスラ、ソーラーシティに至るまでの人生を辿った一冊である。この本でバンスはマスクと彼の側近、その人生の重要な局面を共に過ごした人々からの証言を得ることに成功し、マスク自身は伝記の内容を制御することはなかった。

## 評価
『ワシントン・ポスト』紙は「この本は間違いなく世界で最も重要な起業家について素晴らしい考察をしている。バンスはマスクのユニークな性格、飽くなき意欲、苦難を乗り越えて成長する能力を忘れがたい絵に描いている」と評した。ドワイト・ガーナーは『ニューヨーク・タイムズ』紙で「バンス氏はマスク氏の人物像をうまく調整し、彼の友人と敵の両方を理解できるようにしている。これは多くの付帯的な楽しみを持つ本だ。バンス氏はグリーンエネルギーや宇宙開発の最新情報を提供してくれる。彼はまた本の主題からたびたび離れてマスク氏の側で働く優秀な人々のプロフィールを紹介する。だがバンス氏がこの本で最も優れているのはマスク氏のストーリーをシンプルかつ上手く伝えていることだ」と評した。この本は『ウォール・ストリート・ジャーナル』紙、NPR、Amazon.com、『ファスト・カンパニー』誌、Audibleで2015年最高の一冊とされた。